# Susan Warms Dryfoos
Susan Warms Dryfoos (* 5. November 1946) ist eine US-amerikanische Filmemacherin und Autorin. Ihre Werke handeln von Persönlichkeiten, die zu der Zeitung The New York Times in Beziehung stehen.

## Familie
Susan Dryfoos stammt aus einer amerikanischen Verlegerfamilie, beginnend mit ihrem Urgroßvater Adolph Ochs, der 1896 die New York Times kaufte. Ihr Großvater mütterlicherseits Arthur Hays Sulzberger und ihr Vater Orvil Dryfoos waren Herausgeber der New York Times, ihre Mutter Marian Sulzberger (später Heiskell) eine Direktorin des Unternehmens The New York Times Company. Susan Dryfoos hat zwei ältere Geschwister, Jacqueline Hays Dryfoos (* 1943) und Robert Ochs Dryfoos (* 1944).
1975 heiratete Susan Warms Dryfoos den Künstler und Galeriebesitzer Douglas Howcroft Mazonowicz in Darien, Connecticut. Aus der Ehe ging ein Sohn (* 1976) hervor. Nachdem sie 1982 geschieden worden war, ehelichte Dryfoos 1989 in Stamford den Fernseh- und Theaterproduzenten Daniel Mayer Selznick (1936–2024), Sohn von David O. Selznick und Irene Mayer.

## Leben
Susan Dryfoos besuchte zunächst die Nightingale-Bamford School in Manhattan und schloss ihr Studium am Lake Erie College in Painesville ab. Sie beschäftigte sich mit der Geschichte ihrer Familie und schrieb eine Biografie über ihre Großmutter Iphigene Ochs Sulzberger (1892–1990). Das Buch wurde zunächst 1979 für den privaten Gebrauch gedruckt und erschien 1981 unter dem Titel Iphigene bei dem New Yorker Verlag Dodd, Mead and Company. 
Dryfoos leitete von 1982 bis 2000 Times History Productions, eine Abteilung der New York Times Company mit dem Ziel, historische Daten zu sammeln sowie Oral History und Dokumentarfilme zu produzieren, die einen Bezug zur New York Times haben. Sie wirkte als Regisseurin und Produzentin an der PBS-Dokumentation James Reston: The Man Millions Read (1992) mit, welche den New-York-Times-Journalisten James „Scotty“ Reston (1909–1995) porträtiert. Der knapp einstündige Dokumentarfilm lief im Fernsehen (WVIA-TV) und war 1994 für einen News and Documentary Emmy Award der National Academy of Television Arts and Sciences (NATAS) nominiert.
Im Mittelpunkt von Dryfoos' zweiter Dokumentation, The Line King: The Al Hirschfeld Story (1996), steht der Cartoonist Al Hirschfeld, dessen Werke unter anderem in der New York Times erschienen. Diese Regiearbeit brachte Dryfoos 1997 eine Oscar-Nominierung in der Kategorie Bester Dokumentarfilm ein. Der Film erhielt auch ein „Certificate of Merit“ auf dem Chicago International Film Festival 1996. Er lief in Kinos und bei Cinemax. Eine von 87 auf 58 Minuten gekürzte Version wurde 1999 im Rahmen der PBS-Serie American Masters ausgestrahlt.
Dryfoos saß ab 1999 im Kuratorium der Rhode Island School of Design und ist auch selbst als Künstlerin aktiv. Im Jahr 2000 wurde sie mit einem Aufenthalt als Visiting Artist von der American Academy in Rome gefördert. Seit dieser Zeit ist sie ausschließlich als Malerin tätig. Sie erhielt Unterricht von verschiedenen Künstlern wie Gregg Kreutz am Art Students League of New York. Ihre Werke – Stillleben, Landschaften, Tierbilder und Porträts – wurden in Galerien ausgestellt. Sie lebt in Bucks County und New York City.

## Filmografie
- 1992: James Reston: The Man Millions Read
- 1996: The Line King: The Al Hirschfeld Story

## Publikationen
- Iphigene: Memoirs of Iphigene Ochs Sulzberger of the New York Times Family, as told to her Granddaughter, Susan W. Dryfoos. Dodd, Mead and Company, New York 1981, ISBN 0-396-08014-6.